# Preußisches Laserkraut
Das Preußische Laserkraut (Laserpitium prutenicum L., Syn.: Silphiodaucus prutenicus (L.) Spalik, Wojew., Banasiak, Piwczyński & Reduron) ist einer Pflanzenart aus der Gattung Laserkräuter (Laserpitium) innerhalb der Familie der Doldenblütler (Apiaceae).

## Beschreibung

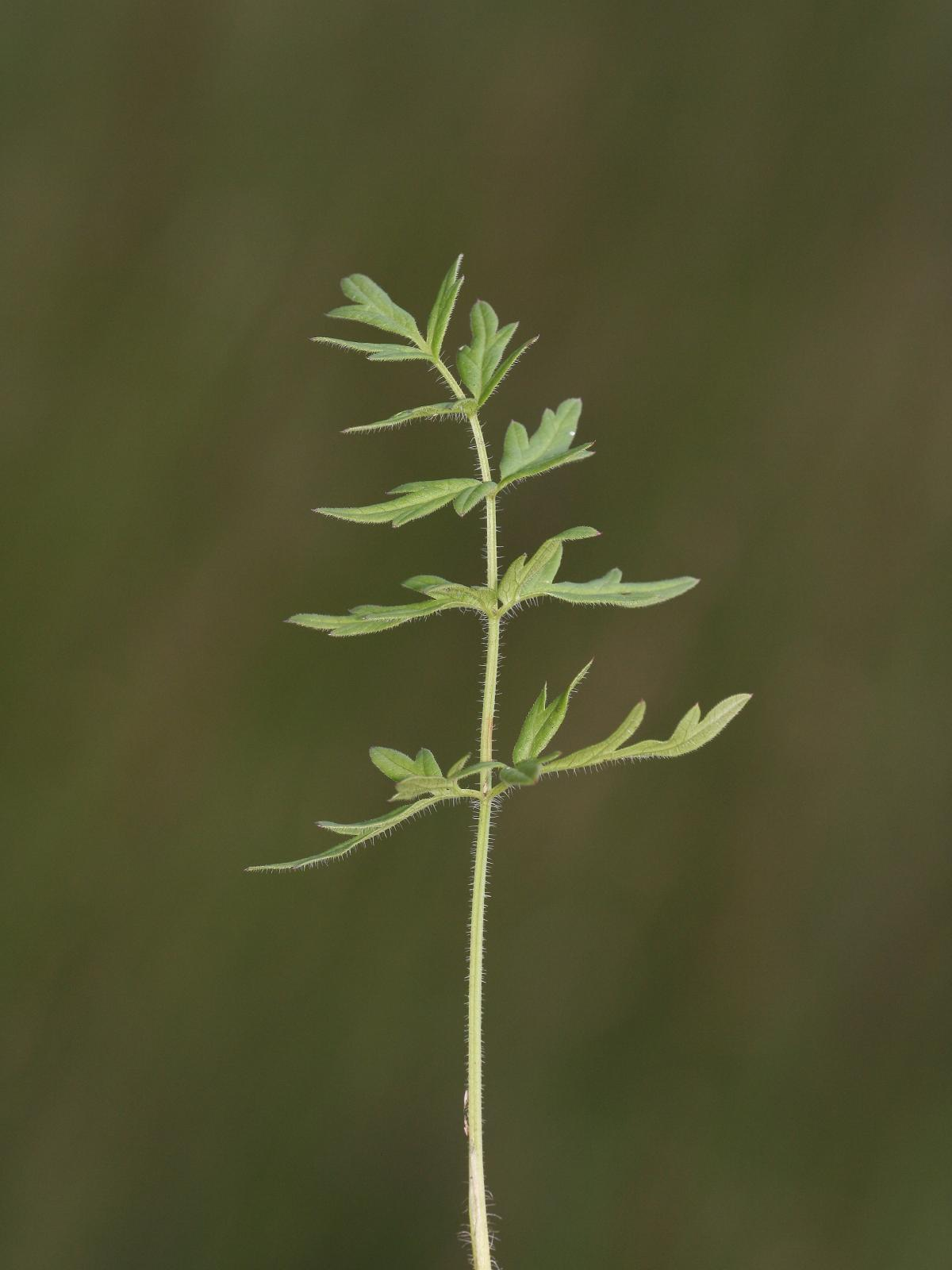
Gefiedertes Laubblatt

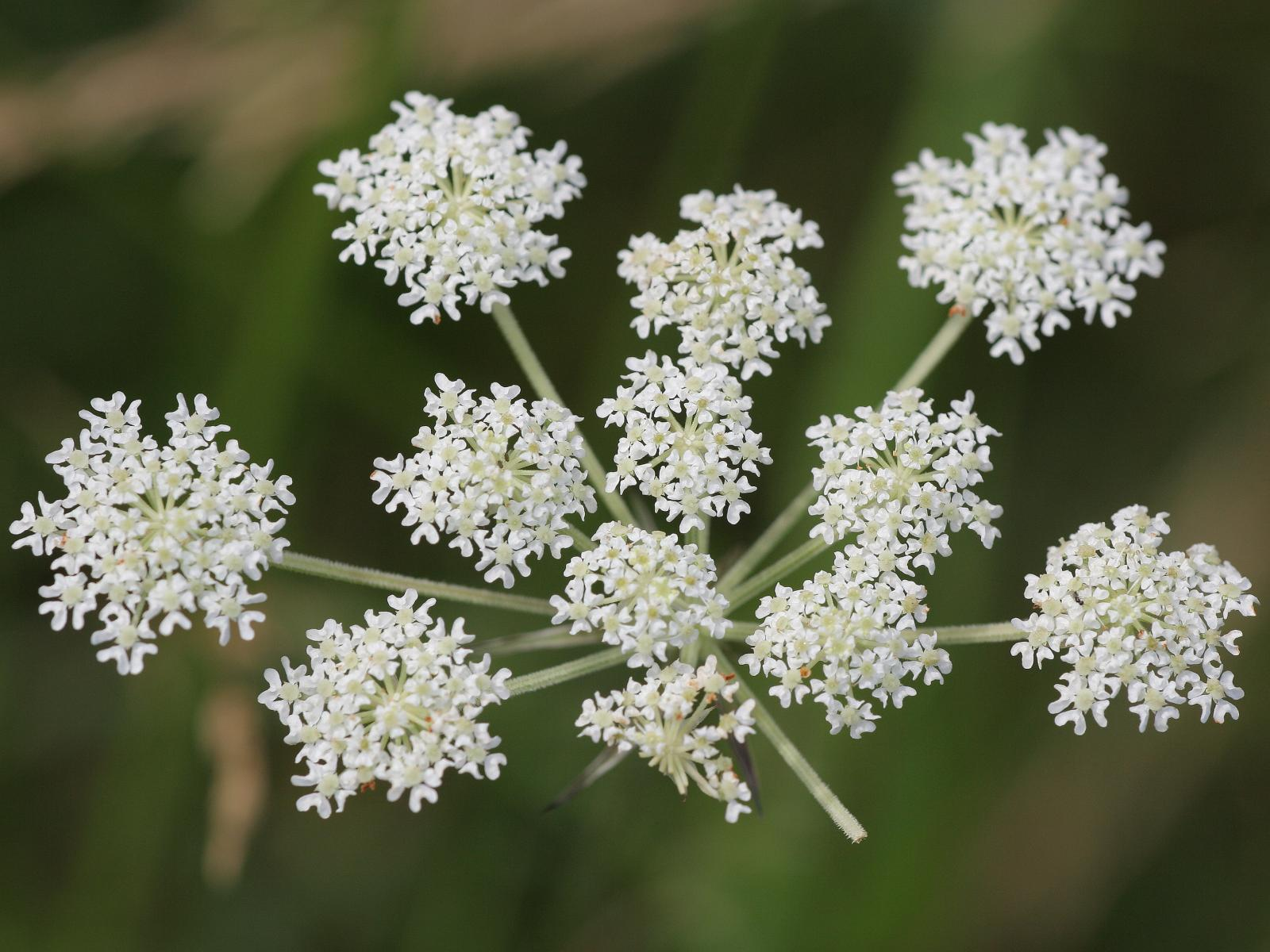
Doppeldoldiger Blütenstand mit Döldchen und Blüten im Detail

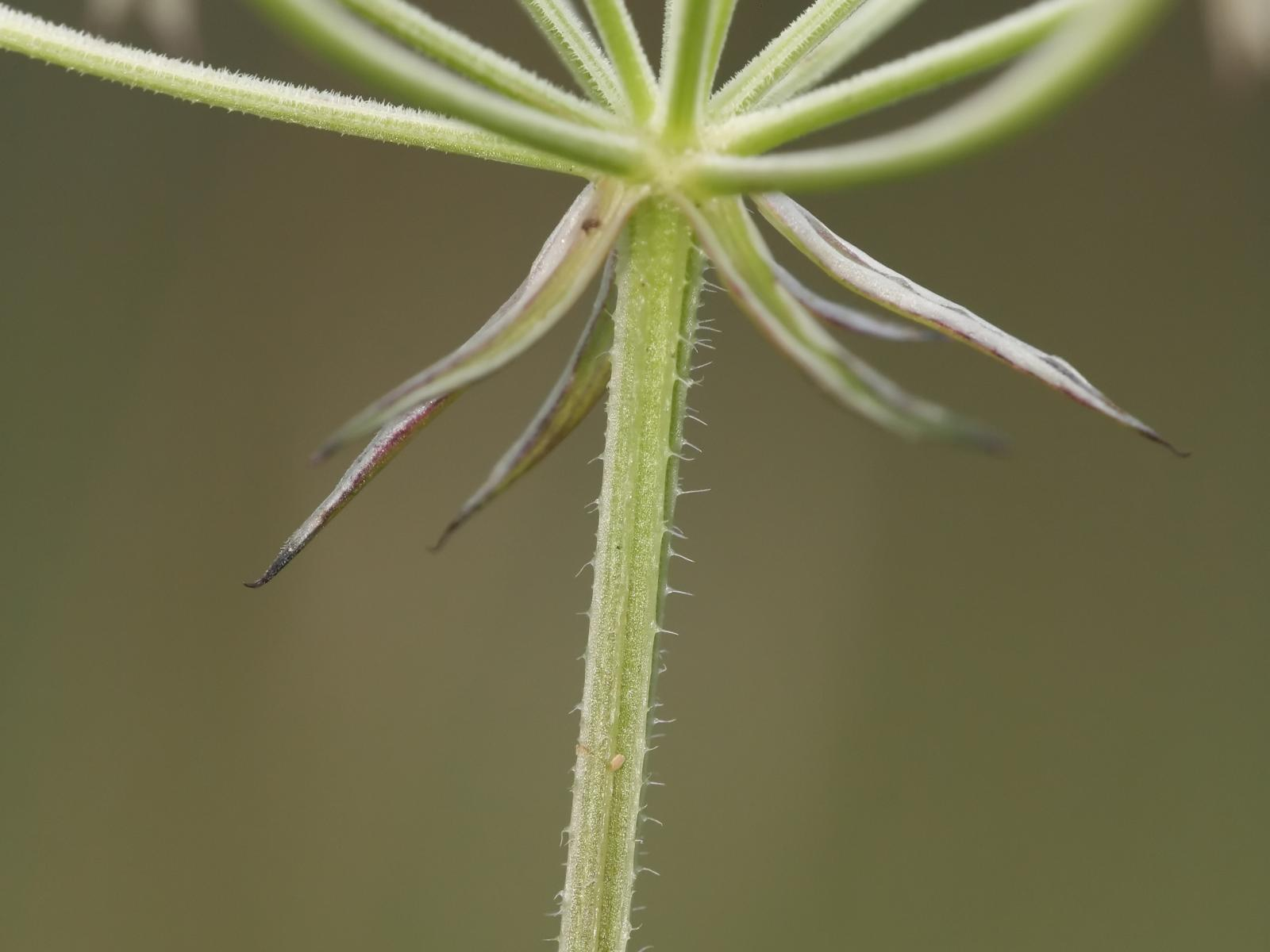
Gefurchter, behaarter Stängel und freie Hüllblätter

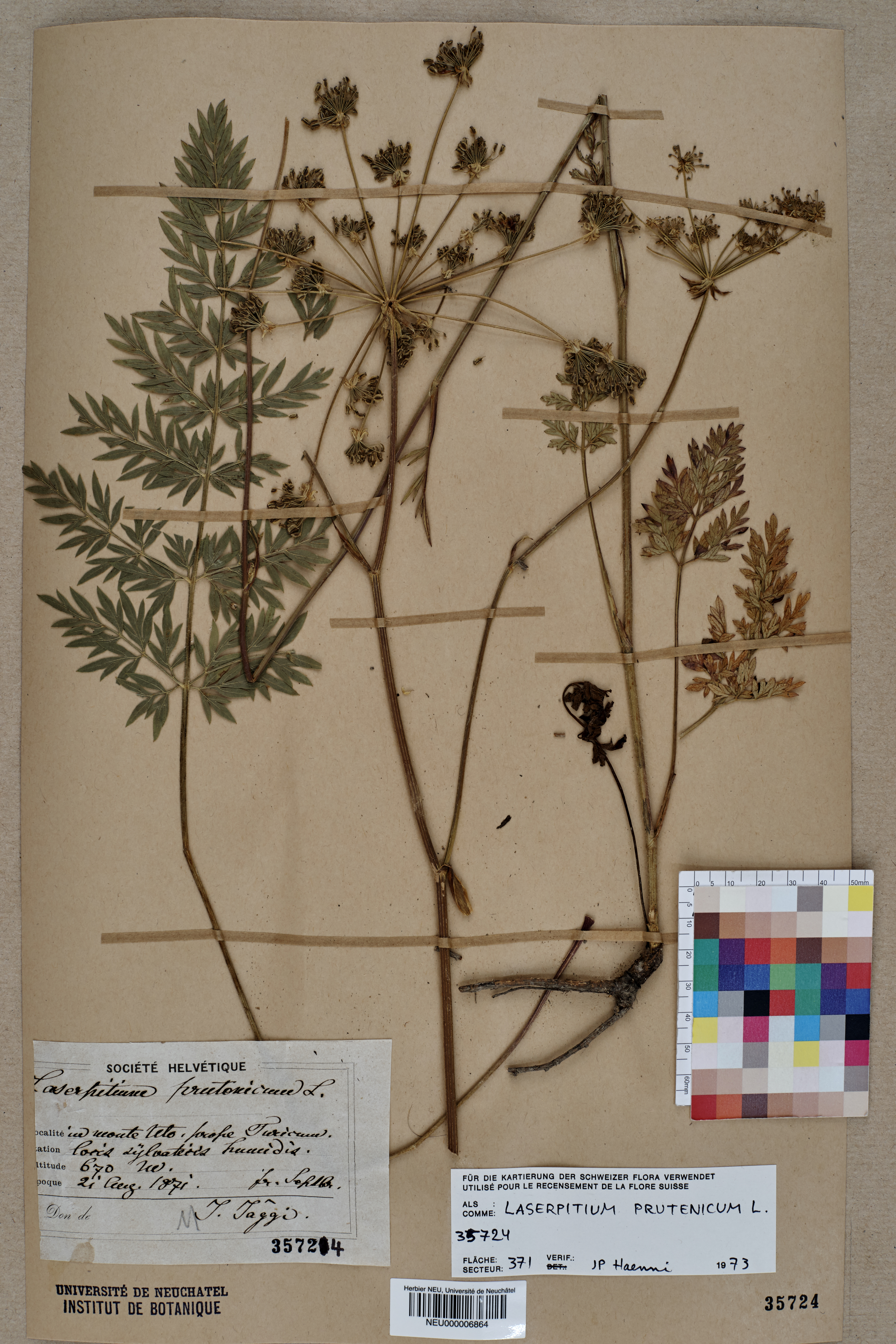
Herbarbeleg (bitte keine Pflanzenteile aus Naturbeständen entnehmen!)

### Vegetative Merkmale
Das Preußische Laserkraut ist eine sommergrüne, mehrjährige krautige Pflanze, die aber nach einmaligem Blühen oder Fruchten abstirbt. Sie erreicht Wuchshöhen von 40 bis 100 Zentimetern. Sie besitzt einen kantig gefurchten Stängel, der steif behaart oder seltener kahl ist.
Die wechselständig am Stängel angeordneten Laubblätter sind in Blattscheide, -stiel und -spreite gegliedert. Die zwei- bis dreifach gefiederten Blattspreite hat lanzettliche Blattzipfel, die am Rand bewimpert sind. Die unteren Laubblätter sind lang gestielt und ihre Blattspreite ist im Umriss dreieckig-eiförmig. Die Blattzipfel letzter Ordnung sind lanzettlich bis elliptisch, 1 bis 2,5 Zentimeter lang und 2 bis 9 Millimeter breit. Sie sind oberseits kahl und unterseits borstig rauhaarig oder kahl.

### Generative Merkmale
Die Blütezeit liegt zwischen Juli und August. Der doppeldoldige Blütenstand ist 10- bis 20- (bis zu 30-) strahlig mit ungleich langen Strahlen. Die lanzettlichen Hüllblätter und Hüllchenblätter sind zahlreich; sie sind breit hautrandig und zottig bewimpert. Die Kronblätter sind gelblich-weiß, 1 bis 1,5 Millimeter lang, 1,5 bis 2,5 Millimeter breit, an der Spitze seicht ausgerandet und mit einem am Ende fast gestutzten eingeschlagene Läppchen versehen. Das Griffelpolster ist niedergedrückt kegelförmig; die Griffel sind darüber herabgebogen und haben eine schief keulig-kopfige Narbe.
Die Frucht ist 3,5 bis 5 Millimeter lang, 3 bis 3,5 Millimeter breit, gelb-braun mit weiß-gelblichen Flügeln.
Die Chromosomenzahl beträgt 2n = 22, auch für die Unterart Laserpitium prutenicum subsp. dufourianum.

## Vorkommen und Gefährdung
Das Preußische Laserkraut kommt vor in Portugal, Spanien, Frankreich, Deutschland, Italien, in der Schweiz, Liechtenstein, Österreich, Ungarn, Tschechien, Polen, Estland, Lettland Litauen, Kroatien, Slowenien, Serbien, Bosnien-Herzegowina, Bulgarien, Rumänien, Slowakei, Ukraine, Weißrussland und im europäischen Russland.
Laserpitium prutenicum besiedelt wechselfeuchte Wiesen und Gebüsche und ist z. T. auch in lichten Eichenwäldern zu finden. Er kann als Kennart des Verbandes Molinion caeruleae angesehen werden, besitzt aber auch Vorkommen in der Assoziation Potentillo albae-Quercetum petraeae.
Die ökologischen Zeigerwerte nach Landolt et al. 2010 sind in der Schweiz: Feuchtezahl F = 3+w+ (feucht aber stark wechselnd), Lichtzahl L = 3 (halbschattig), Reaktionszahl R = 4 (neutral bis basisch), Temperaturzahl T = 4 (kollin), Nährstoffzahl N = 2 (nährstoffarm), Kontinentalitätszahl K = 4 (subkontinental).
Laserpitium prutenicum wurde 1996 auf der Roten Liste der gefährdeten Pflanzenarten für ganz Deutschland als „stark gefährdet“ bewertet. In einigen westlichen Bundesländern ist Laserpitium prutenicum bereits verschollen. Auch in der Schweiz gilt Laserpitium prutenicum als „stark gefährdet“.

## Systematik

### Taxonomie
Die Erstveröffentlichung von Laserpitium prutenicum erfolgte 1753 durch Carl von Linné in Species Plantarum, Tomus I, Seite 248. Das Artepitheton „prutenicum“ bedeutet „preußisch“; Linné hatte diese Bezeichnung von Jakob Breyne aus dessen 1678 erschienenem Werk „Exoticarum aliarumque minus cognitarum plantarum centuria prima“ übernommen. Manche Autoren stellen diese Art als Silphiodaucus prutenicus (L.) Spalik, Wojew., Banasiak, Piwczyński & Reduron in eine Gattung Silphiodaucus (Koso-Pol.) Spalik, Wojew., Banasiak, Piwczyński & Reduron. Diese Gattung umfasst dann außer Silphiodaucus prutenicus nur noch Silphiodaucus hispidus (M.Bieb.) Spalik, Wojew., Banasiak, Piwczyński & Reduron (Syn.: Laserpitium hispidum M.Bieb.).
Je nach Autor gibt es etwa zwei Unterarten:
- Laserpitium prutenicum L. subsp. prutenicum
- Laserpitium prutenicum subsp. dufourianum (Rouy & E.G.Camus) Braun-Blanq.: Sie kommt nur in Portugal, Spanien und Frankreich vor.[5]